# ペラローロ・ディ・カドーレ
ペラローロ・ディ・カドーレ（伊: Perarolo di Cadore）は、イタリア共和国ヴェネト州ベッルーノ県にある、人口約400人の基礎自治体（コムーネ）。

## 地理

### 位置・広がり
ベッルーノ県北部、カドーレ地方のコムーネ。南にポルデノーネ県（フリウリ＝ヴェネツィア・ジュリア州）と境を接する。

#### 隣接コムーネ
隣接するコムーネは以下の通り。括弧内のPNはポルデノーネ県所属を示す。
- チモラーイス (PN)
- エルト・エ・カッソ (PN)
- オスピターレ・ディ・カドーレ
- ピエーヴェ・ディ・カドーレ
- ヴァッレ・ディ・カドーレ

### 気候分類・地震分類
気候分類では、zona F, 3550 GGに分類される。
また、イタリアの地震リスク階級 (it) では、zona 2 (sismicità media) に分類される。

## 行政

### 分離集落
ペラローロ・ディ・カドーレには、以下の分離集落（フラツィオーネ）がある。
- Caralte, Fontanelle, Macchietto, Peron